# Polonium(IV)-oxid
Polonium(IV)-oxid, PoO2 ist das vierwertige Oxid des Poloniums.

## Gewinnung und Darstellung
Die Verbindung kann durch die direkte Reaktion von Polonium und Sauerstoff bei 250 °C hergestellt werden.

## Eigenschaften
Polonium(IV)-oxid existiert in zwei Modifikationen, eine gelbe und rote Form. Erstere ist in einer Fluorit-ähnlichen Struktur mit der Raumgruppe Fm3m (Raumgruppen-Nr. 225) aufgebaut und bei Raumtemperatur stabil. Die rote Variante ist tetragonal aufgebaut und nur unter höheren Temperaturen stabil. Unter reduziertem Druck zersetzt sich das Oxid in die Elemente ab 500 °C. Der Radius des Po4+-Ion beträgt 1,02–1,04 Å.
Beim Einleiten von Poloniumdioxid in Wasser entsteht die Polonige Säure H2PoO3.